# María de la Almudena Pimentel y Zúñiga
María de la Almudena Pimentel y Zúñiga (Madrid, 9 de maig de 1676–finals de 1741) va ser una noble espanyola.
Va néixer a Madrid el 9 de maig de 1676, filla de José Pimentel y Requesens i de Francisca de Zúñiga y Dávila, marquesos de Povar i de Malpica. Des de la seva infància va sobresortir per la seva activitat caritativa envers els pobres. Fou molt estimada per la reina Maria Lluïsa de Savoia, de qui va ser dama d'honor.
El 1703 va casar-se al Palau Reial de Madrid amb Luis Joaquín Mosén Rubí de Bracamonte, que més tard va esdevenir marquès de Fuente el Sol. Encara casada continuà amb les obres de caritat i pietoses. Pimentel va quedar vídua l'octubre de 1712 arran de la mort del seu marit de verola, sense arribar a tenir descendència. A partir d'aquest moment va vestir de forma austera.
Molt devota del misteri de la Concepció, va ser fundadora i protectora de la Congregació i Esclavitud de Nuestra Señora del Olvido, vinculada al convent de San Francisco. Finalment, va vestir l'hàbit de terciària francisca. Va morir a finals de 1741 i va ser enterrada a la capella de la Mare de Déu dels Dolors del col·legi imperial, on hi tenia el confessor. Al seu testament deixà estipulada la fundació de set capellanies a diferents esglésies madrilenyes. D'altra banda, fou honorada, el 6 de juny de 1742, per la congregació que havia fundat amb una oració fúnebre de fra Baltasar Antonio Mozo, predicador general de la comunitat.